# Was ist Kritik?
Was ist Kritik? (frz. Qu’est-ce que la critique?) ist ein Vortrag von Michel Foucault, den dieser 1978 vor der Société française de philosophie hielt. Der Vortrag erschien erstmals gedruckt 1990 im Bulletin de la Société française de philosophie und auf Deutsch 1992 in einer Ausgabe des Merve Verlags, übersetzt von Walter Seitter.
Foucault schlägt als Definition der Kritik die Frage vor Wie ist es möglich, dass man nicht derartig, im Namen dieser Prinzipien da, zu solchen Zwecken und mit solchen Verfahren regiert wird – dass man nicht so und nicht dafür und nicht von denen da regiert wird? Regierung durchziehe dabei alle Lebensbereiche, so regiere man sich beispielsweise selbst, aber auch Kinder. Die Schule regiere, etc. Regierung scheine unausweichlich und jede Frage nach einer guten Regierung beinhalte die Frage, wie denn nicht regiert werden solle.
Foucault skizziert eine Geschichte der Kritik von der neuen Bibelkritik, der Critica Sacra bis hin zur kritischen Theorie. Er versucht dabei nicht nur die Kritik zu verstehen, sondern auch die Frageformen zu ergründen, die die Kritik selbst einführt. Besonders setzt er sich in dem Vortrag mit Immanuel Kants Text Was ist Aufklärung? und Kants Projekt von Kritik und Aufklärung auseinander. Kant, und dessen Nachfolger, bürdeten der Kritik als ihre vorrangige Aufgabe die Erkenntnis der Erkenntnis auf, und damit auch die Frage nach der Grenze der Erkenntnis, während Foucault Kritik als kritisch-politische Tätigkeit auffasst, und es ihm um eben jene Grenzüberwindung geht.
Auf den Ansätzen aus Was ist Kritik? aufbauend, hielt Foucault 1983 die Vorlesung Was ist Aufklärung?.